# 杜比夫卡 (波爾塔瓦州)
50°12′30″N 34°28′54″E / 50.20833°N 34.48167°E
杜比夫卡（羅馬化：Dubivka）是烏克蘭中部的村莊，隸屬波爾塔瓦州的波爾塔瓦區。該村距離申哈里伊夫卡2公里，面積0.68平方公里，海拔高度163米，2001年人口121。